# Микита Вепрейський
Микита Вепрейський (рік нар. і рік см. невідомі) — ландрат (помічник губернатора) Київської губернії, шляхтич, імовірно українсько-польського походження. Брав активну участь на початку XVIII ст. у освоєнні соляних родовищ на півночі Донеччини (Торські та Бахмутські промисли). Разом з комендантом Бахмутської фортеці Семеном Чирковим у 1721 р. опікуючись про паливо для Торських та Бахмутських солеварень, вперше взяв проби кам'яного вугілля в урочищі Скелеватому, що в 25 верстах від Бахмута, і на річці Біленькій в 50 верстах від нього. Зразки вугілля в необхідній кількості були відібрані та відправлені до Санкт-Петербурга у Берг-колегію (отримані 20 січня 1722 р.). Їх випробування засвідчило високу якість знайденого вугілля. Вугільний майстер Григорій Ніксон так описує ці знахідки:
| «1724 года мая пятого числа показали мне уголье в Коллегии, которое я пробовал, и оное являетца изрядное, а пепел из оного синий есть. И мы называем в Англии самые лудчие уголье на угольных заводах, и ежели таких много угольев в сей земле, то довольное удовольствие подает и на всякие потребы угодны, ибо оные не являютца, чтоб имели в себе многой непотребности, как я такие же уголье в Англии видел и мне зело уголье понравилось» . |
Перший промисел кам'яного вугілля в Україні був організований М.Вепрейським та С.Чирковим і розпочався в 1723 р. в урочищі Скелеватому на Донбасі. Для розробки вугілля було залучено до 200 чол. робітного люду. 
У листі до Камер-колегії від 23 січня 1724 р. М. Вепрейський та С. Чирков пишуть:
| «…прислано сто девяносто четыре человека…– в августе и в сентябре месяцех. И теми работными людьми оное уголье окаповано в горе по мере: в длину пятнацать сажен , а вышину десять сажен. И оное земляное уголье употребляетца ныне на бахмуцкие соляные заводы в казенные кузницы на латание солеваренных сковород и на прочие поделки. Токмо оно уголье в гору пошло в глубину, а сколько его в глубину есть, о том неведомо, для того что сверх оного уголья великая гора – в вышину сажен десяти и больше, и меж того уголья произыскиваютца и другие материалы. И окопать оного уголья такими малыми людьми в скором времени невозможно». |
Таким чином, з листа випливає, що в 1723 р. на одному з потужних покладів розпочато гірничий промисел, на якому протягом серпня — вересня 1723 р. було задіяно близько 200 робітних людей під керівництвом М.Вепрейського та С. Чиркова.